# Wolfpassing (Dolna Austria)
Wolfpassing – gmina w Austrii, w kraju związkowym Dolna Austria, w powiecie Scheibbs. Według Austriackiego Urzędu Statystycznego liczyła 1505 mieszkańców (1 stycznia 2014).